# 李銀姫
李 銀姫（イ ウンヒ、1979年3月10日 - ）は韓国の柔道選手。階級は52kg級。身長165cm。

## 人物
2000年の福岡国際52kg級で3位となった。2002年に地元の釜山で開催されたアジア大会では決勝で中国の冼東妹を破って優勝した。2003年にはフランス国際で優勝した。2004年にはアジア選手権でも優勝するが、アテネオリンピックでは初戦でキューバのアマリリス・サボンに大腰で敗れた。2007年のアジア選手権では57kg級で3位となった。

## 主な戦績
- 2000年 - 福岡国際　3位
- 2001年 - 東アジア大会　3位
- 2001年 - 韓国国際　優勝
- 2002年 - ドイツ国際　2位
- 2002年 - ハンガリー国際　優勝
- 2002年 - アジア大会　優勝
- 2003年 - フランス国際　優勝
- 2003年 - ドイツ国際　3位
- 2003年 - 青島国際　3位
- 2003年 - 韓国国際　2位
- 2004年 - ドイツ国際　3位
- 2004年 - アジア選手権　優勝
- 2006年 - 青島国際　2位(57kg級)
- 2006年 - 韓国国際　3位(57kg級)
- 2007年 - アジア選手権　3位(57kg級)
- 2008年 - 韓国国際　2位

(出典)。